# 环玉桥
环玉桥，俗名剥狗桥，位于中国江苏省苏州市吴中区甪直古镇内，和丰桥（原名中美桥）南侧，始建于明朝崇祯初年（公元1628年），结构为花岗岩石梁式平板桥，与一旁的和丰桥构成一组双桥。

## 图册
- 桥貌
- 介绍石碑
- 一侧石碑